# 池ノ台 (郡山市)
池ノ台（いけのだい）は、福島県郡山市に所在する町丁である。郵便番号は963-8875。

## 地理
郡山市役所本庁所管地域である市街中心部に属する。北で麓山、北東角で堂前町、東で堤下町、南で愛宕町、深沢、西で鶴見坦とそれぞれ隣接する。
文化通り沿線南側に位置し、住居表示が実施されている。
南東部に荒池を中心とした荒池公園が広がり、その他は住宅地などが占める。麓山に所在する郡山警察署麓山交番、および堂前町に所在する郡山消防署本署がそれぞれ管轄にあたる。

### 湖沼
- 荒池

## 世帯数と人口
2024年1月1日現在の世帯数と人口は以下の通りである。
| 町丁   | 世帯数  | 人口  |
| ------ | ------- | ----- |
| 池ノ台 | 471世帯 | 906人 |

## 小・中学校の学区
市立小・中学校に通う場合、学区は以下の通りとなる。
| 番地     | 小学校           | 中学校                 |
| -------- | ---------------- | ---------------------- |
| 1～15番  | 郡山市立橘小学校 | 郡山市立郡山第三中学校 |
| 16～20番 | 郡山市立薫小学校 | 郡山市立郡山第三中学校 |

## 交通

### 道路
- 一級市道29号荒井長者線
- 一級市道32号本町開成線（文化通り）

## 施設等
- 福島中央テレビ 本社
- 荒池公園
- 荒池東公園
- 荒池西公園